# 好生镇
好生镇是中国山东省滨州市邹平县下辖的一个镇。

## 行政区划
好生镇下辖蒙四村、苗家村、宗家村、张家村、平原村、蒙二村、黑土村、鹿家庄村、尹桥村、东代村、二槐村、新华村、蒙一村、大河崖西村、大河崖北村、大河崖南村、蒙三村、小高家村、史营村、尹家村、院上村、好生村、马家村、八里河村、河阳村、乔家村、姜家村、展店村、周家村、屯里村、石河村、曹家村、李庄村、蓦涧村、山旺村、贾庄村、东董村、李营村、刘桥村。